# Bendt Bendtsen
Bendt Bendtsen (Odense, 25 maart 1954) is een Deens politicus. Hij was tussen 2001 en 2008 minister in de kabinetten van Anders Fogh Rasmussen en zetelt sinds de verkiezingen van 2009 in het Europees Parlement voor Det Konservative Folkeparti (EVP).

## Biografie
Bendsten volgde na het voortgezet onderwijs een driejarige opleiding aan de politieacademie en werkte tussen 1980 en 1988 vier jaar als sergeant en vier jaar als inspecteur voor de Odense politie. Daarvoor werkte hij vijf jaar voor de politie in Kopenhagen. In 1990 werd Bendsten verkozen als lid van de gemeenteraad van Odense. In 1994 werd hij lid van het Folketing voor Det Konservative Folkeparti, welk lidmaatschap hij tot 1999 combineerde met zijn raadslidmaatschap. In dat jaar werd Bendtsen politiek leider van Det Konservative Folkeparti en een jaar later werd hij partijvoorzitter. Beide posten bekleedde hij tot 2008. In 2001 trad Bendtsen als minister van Economische Zaken en tevens vicepremier toe tot het eerste kabinet van Anders Fogh Rasmussen. Hij bleef minister gedurende drie kabinetten.
Bij de verkiezingen van 2009 werd Bendtsen verkozen tot lid van het Europees Parlement namens Det Konservative Folkeparti (EVP). Bendtsen is lid van de Commissie industrie, onderzoek en energie en maakte tot 30 juni 2014 deel uit van de delegatie voor de betrekkingen met de Zuid-Aziatische landen. Tevens was hij tussen 14 juli 2009 en 30 juni 2014 lid van het bureau van de EVP.

## Onderscheidingen
- Grootkruis van de Kroonorde (België, 2002)
- Grootkruis van de Orde van Verdienste van de Bondsrepubliek Duitsland (Duitsland, 2002)
- Schumanmedaille van de EVP-ED-fractie van het Europees Parlement (Europese Unie, 2003)
- Commandeur-Grootkruis van de Orde van de Poolster (Zweden, 2007)
- Grã-Cruz da mesma Ordem (Brazilië, 2007)
- Commandeur der Eerste Klasse Orde van de Dannebrog (Denemarken, 2008)
- Orde van de Azteekse Adelaar (Mexico, 2009)